# Gliszczyński III

Gliszczyński III

Gliszczyński IIIa

Gliszczyński III (Gliscinski, Buchan-Gliszczyński, Buchon Gliszczyński, Księżyc odmienny, błędnie Ruchan-Gliscinski) – kaszubski herb szlachecki, według Przemysława Pragerta odmiana herbu Księżyc.

## Opis herbu
Opis z wykorzystaniem klasycznych zasad blazonowania:
Gliszczyński III: W polu błękitnym półksiężyc srebrny z twarzą z gwiazdą złotą nad każdym rogiem. Klejnot: nad hełmem bez korony trzy pióra strusie, srebrne między błękitnymi. Labry: błękitne, podbite złotem.
Gliszczyński IIIa: W polu (zapewne błękitnym) półksiężyc (srebrny?) w słup, przed którym gwiazda (złota?)

## Najwcześniejsze wzmianki
Wariant podstawowy wymieniany w "Nowym" herbarzu Siebmachera (Der Adel des Königreichs Preußen, 1906) oraz u Emiliana Szeligi-Żernickiego (Der Polnische Adel, 1900, Die polnischen Stammwappen, 1904). Wariant IIIa pochodzi z opisu herbu Buchon-Gliszczyńskich z genealogii rodu Rolbieckich z 1736 roku. Wydaje się, że mogła to być właściwa, pierwotna forma tego herbu, jak również pierwotny herb Rolbieckich.

## Rodzina Gliszczyński
Rodzina szlachecka z Gliśna Wielkiego lub Małego. W rzeczywistości Gliszczyńscy to wiele odrębnych rodów, które siedząc w jednej wsi, przyjęły takie samo nazwisko odmiejscowe. Tego konkretnie herbu używali Gliszczyńscy z przydomkiem Buchon.

## Herbowni
Gliszczyński (Gliczinski, Gliczyński, Glischiński, Gliscinski, Gliscyński, Glisczinski, Glisczinsky, Glisczyński, Gliszcinski Gliszyński, Gliściński, Glizszyński, Glyschiński, błędnie Gliński, Gliszezijnski, Gliszczepiski, Głyszczyński) z przydomkiem Buchon (Buchan). Rodzinie tej przypisywano też herb Trzy Gwiazdy (vel Księżyc).
Istniało wiele innych gałęzi tej rodziny, używających innych herbów.
Chamierowie-Gliszczyńscy używali herbu Chamier III lub Chamier IV. Mroczkowie-Gliszczyńscy używali herbu Mroczek. Jutrzenka-Gliszczyńscy używali prawdopodobnie herbu Jutrzenka. Szpotowie-Gliszczyńscy używali herbu Szpot, lub Gliszczyński IV. Zamek-Gliszczyńscy używali herbu Gliszczyński V, lub Gliszczyński VI. Pewien Gliszczyński bez przydomku odcisnął pieczęć z herbem Gliszczyński VII. Gliszczyńscy z przydomkiem Jastrzębieniec mieli używać Jastrzębca, być może zapożyczonego od wielkopolskich Gliszczyńskich. Gliszczyńskim pochodzącym od Ciemińskich, Żernicki przypisał herb Zadora, ale Pragert uważa to przyporządkowanie za wątpliwe.
Wielkopolscy Gliszczyńscy, niespokrewnieni z kaszubskimi, używali Jastrzębca lub jego odmiany, herbu Gliszczyński.